# Globigerina
Globigerina is een geslacht van planktonische Foraminifera uit de orde Rotaliida. Het heeft 's werelds oceanen bevolkt sinds het Midden-Jura.

## Beschrijving
Globigerina heeft een bolvormige, trochospiraal gewikkelde schaal, die bestaat uit bolvormige tot eivormige, maar niet radiaal langwerpige kamers, die snel groter worden als ze worden toegevoegd, meestal met slechts drie tot vijf in de laatste krans. De schaalwand (of schaal) is kalkachtig, geperforeerd, met cilindrische poriën. Tijdens het leven heeft het oppervlak talloze lange slanke stekels die zijn gebroken op dode of fossiele schelpen, de korte botte overblijfselen resulteren in een borstelig oppervlak. De opening heeft een hoge navelstrengboog die kan worden begrensd door een oneffen rand of smalle lip. Geen secundaire openingen.

## Globigerinaslijk
Uitgestrekte delen van de oceaanbodem zijn bedekt met Globigerina-slijk, gedomineerd door de foraminiferische schelpen van Globigerina en andere Globigerinina. De naam werd oorspronkelijk toegepast op modder verzameld uit de bodem van de Atlantische Oceaan bij het plannen van de locatie van de eerste transatlantische telegraafkabels en bestond voornamelijk uit de schalen van Globigerina bulloides.

## Soorten
- Globigerina acerosa Owen, 1868 †
- Globigerina achtschacujmensis Chalilov, 1956 †
- Globigerina adriatica Fornasini, 1899 †
- Globigerina aequabilis Terquem, 1882 †
- Globigerina aequatorialis Hofker & Thalmann, 1959 †
- Globigerina affinis Silvestri, 1898 †
- Globigerina agalarovae Vasilenko, 1961 †
- Globigerina alanwoodi El-Naggar, 1966 †
- Globigerina alloderma Ehrenberg, 1873 †
- Globigerina almadenensis Cushman & Todd, 1948 †
- Globigerina alpigena Guembel, 1868 †
- Globigerina altispira Cushman & Jarvis, 1936 †
- Globigerina ampliapertura Bolli, 1957 †
- Globigerina anconitana Luterbacher & Premoli Silva, 1964 †
- Globigerina angipora Stache, 1865 †
- Globigerina angiporoides Hornibrook, 1965 †
- Globigerina angulata White, 1928 †
- Globigerina anguliofficinalis Blow, 1969 †
- Globigerina antarctica Keany & Kennett, 1972 †
- Globigerina antillensis Bermúdez, 1961 †
- Globigerina apertura Cushman, 1918 †
- Globigerina applanata Hantken, 1883 †
- Globigerina aptica Agalarova, 1951 †
- Globigerina aquiensis Loeblich & Tappan, 1957 †
- Globigerina arabica El-Naggar, 1966 †
- Globigerina arenaria Karrer, 1867 †
- Globigerina ariakensis Asano, 1962 †
- Globigerina aspensis Colom, 1954 †
- Globigerina aspera Koch, 1926 †
- Globigerina asperiformis Hofker, 1966 †
- Globigerina asperula Guembel, 1868 †
- Globigerina atlantica Berggren, 1972 †
- Globigerina atlantis Bermúdez, 1961 †
- Globigerina atlantisae Cifelli & Smith, 1970 †
- Globigerina aumalensis Sigal, 1952 †
- Globigerina avarica Morozova, 1961 †
- Globigerina ayalai Bermúdez, 1961 †
- Globigerina azerbaidjanica Chalilov, 1956 †
- Globigerina baconica Samuel, 1972 †
- Globigerina bacuana Chalilov, 1956 †
- Globigerina bakeri Cole, 1927 †
- Globigerina balakhmatovae Morozova, 1961 †
- Globigerina balchanensis Shutskaya, 1964 †
- Globigerina baroemoenensis Leroy, 1939 †
- Globigerina bathoniana Pazdrowa, 1969 †
- Globigerina baylissi Samanta, 1973 †
- Globigerina belli White, 1928 †
- Globigerina bermudezi Seiglie, 1963 †
- Globigerina binaiensis Koch, 1935 †
- Globigerina bipartita Reuss, 1863 †
- Globigerina bolivariana †
- Globigerina bollii Cita & Silva, 1960 †
- Globigerina boweri Bolli, 1957 †
- Globigerina bramlettei Lipps, 1964 †
- Globigerina brazieri Jenkins, 1966 †
- Globigerina brevis Jenkins, 1966 †
- Globigerina brevispira Subbotina, 1960 †
- Globigerina bulbosa Leroy, 1944 †
- Globigerina bulliformis Mayer-Eymar, 1887 †
- Globigerina bulloides d'Orbigny, 1826
- Globigerina butti Popescu, 1972 †
- Globigerina calabra Colalongo & Sartoni, 1977 †
- Globigerina cambrica Matthew, 1895 †
- Globigerina cariacoensis Rogl & Bolli, 1937
- Globigerina carteri Karrer, 1878 †
- Globigerina caspia Vasilenko, 1961 †
- Globigerina cerroazulensis Cole, 1928 †
- Globigerina certa Kopayevich, 1970 †
- Globigerina chascanona Loeblich & Tappan, 1957 †
- Globigerina ciperoensis Bolli, 1954 †
- Globigerina circumnodifer Finlay, 1940 †
- Globigerina clarae Bermúdez, 1961 †
- Globigerina clippertonensis McCulloch, 1977
- Globigerina coalingensis Cushman & Hanna, 1927 †
- Globigerina cognata Pishvanova, 1958 †
- Globigerina colomi Bermúdez, 1961 †
- Globigerina columbae Martinez Diaz, 1970 †
- Globigerina compacta Hofker, 1956 †
- Globigerina composita Kopayevich, 1970 †
- Globigerina compressa Plummer, 1926 †
- Globigerina compressaformis Chalilov, 1956 †
- Globigerina concinna Reuss, 1850 †
- Globigerina confluens Hagenow, 1842 †
- Globigerina conglomerata Terquem, 1882 †
- Globigerina conica Iovceva & Trifonova, 1961 †
- Globigerina continens Owen, 1868 †
- Globigerina contorta Shutskaya, 1970 †
- Globigerina corpulenta Subbotina, 1953 †
- Globigerina crassa Ehrenberg, 1856 †
- Globigerina crassa Shutskaya, 1970 †
- Globigerina cretacea d'Orbigny, 1840 †
- Globigerina cretae Ehrenberg, 1854 †
- Globigerina cristatiformis McCulloch, 1977
- Globigerina cyclostoma Galloway & Wissler, 1927 †
- Globigerina dagestanica Morozova, 1961 †
- Globigerina danica Bang, 1969 †
- Globigerina danvillensis Howe & Wallace, 1932 †
- Globigerina daubjergensis Brönnimann, 1953 †
- Globigerina decepta Martin, 1943 †
- Globigerina deleaui Marie, 1960 †
- Globigerina depressa Ehrenberg, 1844 †
- Globigerina depressa d'Orbigny, 1903 †
- Globigerina detrita Terquem, 1875 †
- Globigerina didyma Matthew, 1895 †
- Globigerina difformis Seguenza, 1880 †
- Globigerina diplostoma Reuss, 1850 †
- Globigerina discorda Kopayevich, 1970 †
- Globigerina dissimilis Cushman & Bermúdez, 1937 †
- Globigerina druryi Akers, 1955 †
- Globigerina dubia Egger, 1857 †
- Globigerina dubiata McCulloch, 1977
- Globigerina dudrouensis Kavary, 1964 †
- Globigerina eamesi Blow, 1959 †
- Globigerina echinoides Haeckel, 1870 †
- Globigerina edita Belford, 1981 †
- Globigerina edita Subbotina, 1953 †
- Globigerina eggeriformis McCulloch, 1977
- Globigerina elburganica Shutskaya, 1970 †
- Globigerina elevata d'Orbigny, 1840 †
- Globigerina elongata Shutskaya, 1970 †
- Globigerina eobulloides Morozova, 1959 †
- Globigerina eocaena Guembel, 1868 †
- Globigerina eocaenica Terquem, 1882 †
- Globigerina esnaensis Leroy, 1953 †
- Globigerina euapertura Jenkins, 1960 †
- Globigerina eugubina Luterbacher & Premoli Silva, 1964 †
- Globigerina eximia Todd, 1957 †
- Globigerina exumbilicata Herman, 1974 †
- Globigerina falconensis Blow, 1959
- Globigerina fariasi Bermúdez, 1961 †
- Globigerina finlayi Brönnimann, 1952 †
- Globigerina flosculus Voloshinova, 1960 †
- Globigerina foliata Bolli, 1957 †
- Globigerina fossulata Poag, 1972 †
- Globigerina fragilis d'Orbigny, 1852 †
- Globigerina fraudulenta Kopayevich, 1970 †
- Globigerina fringa Subbotina, 1950 †
- Globigerina frontosa Subbotina, 1953 †
- Globigerina galapagosensis McCulloch, 1977
- Globigerina galavisi Bermúdez, 1961 †
- Globigerina gaultina Morozova, 1948 †
- Globigerina gaurdakensis Balakhmatova & Morozova, 1961 †
- Globigerina gautierensis Brönnimann, 1952 †
- Globigerina gerpegensis Shutskaya, 1970 †
- Globigerina gibba d'Orbigny, 1898 †
- Globigerina globigerinellinoides Subbotina, 1949 †
- Globigerina globorotaloidea Colom, 1954 †
- Globigerina globosa Hagenow, 1842 †
- Globigerina globosa Hantken, 1883 †
- Globigerina globosa Pishvanova, 1958 †
- Globigerina globularis d'Orbigny, 1838 †
- Globigerina globularis d'Orbigny, 1903 †
- Globigerina glomerata Reuss Ms., 1877 †
- Globigerina glomerulus Ehrenberg, 1861 †
- Globigerina gomitulus Seguenza, 1880 †
- Globigerina gradationis Voloshinova, 1960 †
- Globigerina grandis Matthew, 1895 †
- Globigerina grata Todd, 1957 †
- Globigerina gravelli Brönnimann, 1952 †
- Globigerina graysonensis Tappan, 1940 †
- Globigerina grimsdalei Keijzer, 1945 †
- Globigerina groenlandica Stschedrina, 1946 †
- Globigerina guadalupensis McCulloch, 1977
- Globigerina hagni Gohrbandt, 1967 †
- Globigerina haitiensis Coryell & Rivero, 1940 †
- Globigerina hancocki McCulloch, 1977
- Globigerina haoae Gutierrez Domech, 1966 †
- Globigerina hastata Egger, 1895 †
- Globigerina haynesi El-Naggar, 1966 †
- Globigerina helicina d'Orbigny, 1826
- Globigerina helvetojurassica Haeusler Em. Oesterle, 1968 †
- Globigerina hemisphaerica Morozova, 1961 †
- Globigerina hevensis Shutskaya, 1970 †
- Globigerina hexagona Natland, 1938
- Globigerina higginsi (Bolli, 1957) †
- Globigerina hillebrandti Orue-Etxebarria, 1985 †
- Globigerina hoelzli Hagn & Zeil, 1954 †
- Globigerina hofkeri Bermúdez, 1961 †
- Globigerina hornibrooki Brönnimann, 1952 †
- Globigerina horrida Silvestri, 1898 †
- Globigerina hoterivica Subbotina, 1953 †
- Globigerina hybrida McCulloch, 1977
- Globigerina inaequispira Subbotina, 1953 †
- Globigerina incisa Hillebrandt, 1962 †
- Globigerina inconstans Subbotina, 1953 †
- Globigerina increbescens Bandy, 1949 †
- Globigerina incretacea Chalilov, 1956 †
- Globigerina infracretacea Glaessner, 1937 †
- Globigerina instabilis Korovina, 1970 †
- Globigerina intermedia Silvestri, 1898 †
- Globigerina isahayensis Asano, 1962 †
- Globigerina jenkinsi Quilty, 1969 †
- Globigerina jurassica Gofman, 1958 †
- Globigerina karabogasica Kopayevich, 1970 †
- Globigerina kelleri Subbotina, 1953 †
- Globigerina khadumica Bykova, 1960 †
- Globigerina kizilcupica Kopayevich, 1970 †
- Globigerina kochi Caudri, 1934 †
- Globigerina kondoi Todd, 1970 †
- Globigerina konkensis Agalarova & Pronina, 1975 †
- Globigerina kozlowskii Brotzen & Pozaryska Em. Moorkens, 1971 †
- Globigerina kozlowskii Brotzen & Pozaryska, 1961 †
- Globigerina krosniensis Blaicher, 1970 †
- Globigerina kugleri Bolli, 1959 †
- Globigerina kyushuensis Asano & Murata, 1958 †
- Globigerina labiacrassata Jenkins, 1966 †
- Globigerina ladinica Oberhauser, 1960 †
- Globigerina lamellosa Terquem, 1882 †
- Globigerina liasina Terquem & Berthelin, 1875 †
- Globigerina libani Ehrenberg, 1854 †
- Globigerina linaperta Finlay, 1939 †
- Globigerina lobata Terquem, 1883 †
- Globigerina loetterli Nauss, 1947 †
- Globigerina lozanoi Colom, 1954 †
- Globigerina macrastoma Copeland, 1964 †
- Globigerina mantoensis Walcott, 1905 †
- Globigerina marginata †
- Globigerina marialuisae Bermúdez, 1961 †
- Globigerina mckannai White, 1928 †
- Globigerina medizzai Toumarkine & Bolli, 1975 †
- Globigerina megastoma Earland, 1934
- Globigerina mesotriassica Oberhauser, 1960 †
- Globigerina mexicana Cushman, 1925 †
- Globigerina microcellulosa Morozova, 1961 †
- Globigerina microfoliata Brönnimann & Resig, 1971 †
- Globigerina micropora Klasz, Le Calvez & Rerat, 1969 †
- Globigerina microstoma Cita, Premoli, Silva & Rossi, 1965 †
- Globigerina minutula Luterbacher & Premoli Silva, 1964 †
- Globigerina molassica Miller, 1876 †
- Globigerina moskvini Shutskaya, 1953 †
- Globigerina multiloba Romeo, 1965 †
- Globigerina nepenthes Todd, 1957 †
- Globigerina nepenthoides Brönnimann & Resig, 1971 †
- Globigerina nereidum Ehrenberg, 1872 †
- Globigerina nilotica Viotti & Mansour, 1969 †
- Globigerina nitida Martin, 1943 †
- Globigerina nodosa El-Naggar, 1966 †
- Globigerina occlusa Herman, 1974 †
- Globigerina officinalis Subbotina, 1953 †
- Globigerina oligocaenica Blow & Banner, 1962 †
- Globigerina omphalotetras Ehrenberg, 1872 †
- Globigerina oolithica Terquem, 1883 †
- Globigerina orbiformis Cole, 1927 †
- Globigerina ouachitaensis Howe & Wallace, 1932 †
- Globigerina ovoidea Seguenza, 1880 †
- Globigerina oxfordiana Grigelis, 1958 †
- Globigerina panormensis Stefani, 1952 †
- Globigerina parabulloides Blow, 1959 †
- Globigerina paradubia Sigal, 1952 †
- Globigerina paraobesa Herman, 1974 †
- Globigerina paratriloculinoides Hofker, 1956 †
- Globigerina paravenezuelana Hofker, 1956 †
- Globigerina parisiensis d'Orbigny, 1850 †
- Globigerina partidiana McCulloch, 1977
- Globigerina parva Bolli, 1957 †
- Globigerina patagonica Todd & Kniker, 1952 †
- Globigerina pauciloculata Jenkins, 1966 †
- Globigerina pentagona Morozova, 1961 †
- Globigerina pentatrias Ehrenberg, 1872 †
- Globigerina pera Todd, 1957 †
- Globigerina permica Gregorio, 1930 †
- Globigerina picassiana Perconig, 1968 †
- Globigerina pileata Chalilov, 1956 †
- Globigerina planispira Tappan, 1940 †
- Globigerina planoexilis Blaicher, 1970 †
- Globigerina polusi Androsova, 1962 †
- Globigerina portsdownensis Williams-Mitchell, 1948 †
- Globigerina postcretacea Myatliuk, 1950 †
- Globigerina posttriloculinoides Chalilov, 1956 †
- Globigerina praebulloides Blow, 1959 †
- Globigerina praedigitata Parker, 1967 †
- Globigerina praeglobigerinella Bykova, 1960 †
- Globigerina praeglobigerinoides Kantorova, 1977 †
- Globigerina praeglobotruncanaeformis Bykova, 1960 †
- Globigerina praepaertura Serova, 1969 †
- Globigerina praeturritilina Blow & Banner, 1962 †
- Globigerina prasaepis Blow, 1969 †
- Globigerina prebetica Martinez-Gallego & Cremades, 1979 †
- Globigerina primitiva Marie, 1960 †
- Globigerina prolata Bolli, 1957 †
- Globigerina prolonga Shutskaya, 1964 †
- Globigerina protoreticulata Hofker, 1956 †
- Globigerina pseudoampliapertura Blow & Banner, 1962 †
- Globigerina pseudoaspera Hofker, 1966 †
- Globigerina pseudobulloides Plummer, 1926 †
- Globigerina pseudocorpulenta Chalilov, 1956 †
- Globigerina pseudocretacea Hofker, 1956 †
- Globigerina pseudodruryi Brönnimann & Resig, 1971 †
- Globigerina pseudoedita Subbotina, 1960 †
- Globigerina pseudoeocaena Subbotina, 1953 †
- Globigerina pseudoiota Hornibrook, 1958 †
- Globigerina pseudotriloba White, 1928 †
- Globigerina quadrangularis Rhumbler, 1949
- Globigerina quadrata White, 1928 †
- Globigerina quadricamerata Antonova, 1964 †
- Globigerina quadrilatera Galloway & Wissler, 1927 †
- Globigerina quadritriloculinoides Chalilov, 1956 †
- Globigerina radians Egger, 1895 †
- Globigerina ratusa Kopayevich, 1970 †
- Globigerina regina Crescenti, 1966 †
- Globigerina regularis Terquem, 1880 †
- Globigerina regularis d'Orbigny, 1846 †
- Globigerina reticulata Stache, 1865 †
- Globigerina rhaetica Kristan-Tollmann, 1964 †
- Globigerina ridenda Voloshinova, 1960 †
- Globigerina riveroae Bolli & Bermúdez, 1965 †
- Globigerina roblesae Obregon, 1959 †
- Globigerina rohri Bolli, 1957 †
- Globigerina rosacea Bermúdez & Seiglie, 1963 †
- Globigerina rosetta Carsey, 1926 †
- Globigerina rotundaenana Shutskaya, 1970 †
- Globigerina rotundata d'Orbigny, 1898 †
- Globigerina rudis Voloshinova, 1960 †
- Globigerina rugosa Plummer, 1926 †
- Globigerina sabina Luterbacher & Premoli Silva, 1964 †
- Globigerina sakitoensis Asano, 1962 †
- Globigerina sallentina Dallan, Giannelli & Salvatorini, 1968 †
- Globigerina santamariaensis McCulloch, 1977
- Globigerina sastrii Raju, 1971 †
- Globigerina scabrosa Bermúdez, 1961 †
- Globigerina schachdagica Chalilov, 1956 †
- Globigerina scobinata Bermúdez, 1961 †
- Globigerina seminolensis Harlton, 1927 †
- Globigerina seminulina Schwager, 1866 †
- Globigerina semivera Hornibrook, 1961 †
- Globigerina siakensis Leroy, 1939 †
- Globigerina simplicissima (Blow, 1979) †
- Globigerina simulans Bermúdez, 1961 †
- Globigerina soldadoensis Brönnimann, 1952 †
- Globigerina sphaeroides Egger, 1893 †
- Globigerina spinosa Mcclung, 1898 †
- Globigerina spinuloinflata Bandy, 1949 †
- Globigerina spiralis Bolli, 1957 †
- Globigerina spirata Bornemann, 1855 †
- Globigerina spuriensis Bars & Ohm, 1968 †
- Globigerina stainforthi Brönnimann, 1952 †
- Globigerina stainforthi Hofker, 1956 †
- Globigerina stellata Ehrenberg, 1854 †
- Globigerina stonei Weiss, 1955 †
- Globigerina subcorpulenta Chalilov, 1956 †
- Globigerina subcretacea Lomnicki, 1901 †
- Globigerina subdigitata Carman, 1929 †
- Globigerina subsphaerica Subbotina, 1947 †
- Globigerina subtarchanensis Agalarova & Pronina, 1975 †
- Globigerina subtriloculinoides Chalilov, 1956 †
- Globigerina supracretacea Hofker, 1956 †
- Globigerina taminensis Kuebler & Zwingli, 1866 †
- Globigerina taramellii Pantanelli, 1882 †
- Globigerina tarchanensis Subbotina & Khutsieva, 1950 †
- Globigerina tardita Antonova, 1964 †
- Globigerina taroubaensis Brönnimann, 1952 †
- Globigerina taurica Morozova, 1961 †
- Globigerina tecta Lipps, 1964 †
- Globigerina ternata Ehrenberg, 1854 †
- Globigerina terquemi Iovceva & Trifonova, 1961 †
- Globigerina tetracamerata Bolli & Bermúdez, 1965 †
- Globigerina tetragona Morozova, 1961 †
- Globigerina theodosica Morozova, 1961 †
- Globigerina tobagoensis McCulloch, 1981
- Globigerina topilensis Cushman, 1925 †
- Globigerina triangularis White, 1928 †
- Globigerina triangulata Antonova, 1964 †
- Globigerina tricamerata Tolmachoff, 1934 †
- Globigerina trifolia Morozova, 1961 †
- Globigerina trifoliata Miller, 1876 †
- Globigerina trigonula d'Orbigny, 1903 †
- Globigerina triloba Reuss, 1850 †
- Globigerina trilocularis d'Orbigny, 1826 †
- Globigerina triloculinoides Plummer, 1926 †
- Globigerina tripartita †
- Globigerina trivialis Subbotina, 1953 †
- Globigerina trochoides Reuss, 1845 †
- Globigerina tuberculata †
- Globigerina tumbili Chalilov, 1956 †
- Globigerina turkomanica Brodsky, 1929 †
- Globigerina turrita Matthew, 1895 †
- Globigerina turritilina Blow & Banner, 1962 †
- Globigerina tuschepsensis Antonova, 1964 †
- Globigerina umbilicata Orr & Zaitzeff, 1971 †
- Globigerina umbrica Luterbacher & Premoli Silva, 1964 †
- Globigerina uruchaensis Shutskaya, 1970 †
- Globigerina utilisindex Jenkins & Orr, 1973 †
- Globigerina varianta Subbotina, 1953 †
- Globigerina velascoensis Cushman, 1925 †
- Globigerina venezuelana Hedberg, 1937 †
- Globigerina vignalii Bermúdez & Bolli, 1969 †
- Globigerina voluta White, 1928 †
- Globigerina vulgaris Dunikowski, 1879 †
- Globigerina washitensis Carsey, 1926 †
- Globigerina weissi Saito, 1963 †
- Globigerina wenzeli Canon & Ernst, 1974 †
- Globigerina wilsoni Cole, 1927 †
- Globigerina winkleri Bermúdez, 1961 †
- Globigerina woodi Jenkins, 1960 †
- Globigerina yeguaensis Weinzierl & Applin, 1929 †
- Globigerina zealandica Hornibrook, 1961 †